# Colotis subfasciatus
Colotis subfasciatus is een vlindersoort uit de familie van de Pieridae (witjes), onderfamilie Pierinae.
Colotis subfasciatus werd in 1833 beschreven door Swainson.